# Santa Margherita (Valsolda)
Santa Margherita ist eine Fraktion der italienischen Gemeinde (comune) Valsolda in der lombardischen Provinz Como. 

## Geographie
Die Fraktion Santa Margherita der Gemeinde Valsolda, auch als Roncaglia bekannt ist, liegt (272 m) auf dem gegenüberliegenden Ufer des Luganersee von Oria, am Fuße des Monte Cecci nahe dem Grenzübergang in der Schweiz, 12 km westlich von der Stadt Porlezza und 4 km südlich vom Gandria.

## Geschichte
Santa Margherita war lange Zeit eine Fraktion innerhalb der Zwölf Terren (Albogasio, Casarico, Castello, Cima, Cressogno, Dasio, Drano, Loggio, Oria, Puria und San Mamete), die das Lehen von Valsolda bildeten, das von alters her bis zum Ende des Herzogtums Mailand von der Erzbistum Mailand regiert wurde.
Santa Margherita, das im 17. Jahrhundert als Lazarett für Pestopfer diente, war ursprünglich nur über den See erreichbar. Zwischen 1907 und 1977 war der Zugang zum Ort (bestehend aus einem kleinen Häuserkern, einigen Villen am See, einigen Kellern, einer Kirche und verschiedene frische Crotti, die Wein bewahren).
Bis Mitte der 1900er Jahre verband eine Standseilbahn das Dorf mit Lanzo d’Intelvi, heute ist nur noch eine alte Lokomotive neben dem inzwischen verfallenen Bahnhofshotel zu sehen. In Santa Margherita befanden sich auch zwei Kasernen der Guardia di Finanza in Verbindung mit Lanzo d’Intelvi, von denen eine heute als Privathaus genutzt wird, während die andere von der Gemeinde gekauft wurde, die die Anlegestelle durch das Aufstellen eines mobilen Stegs wiederhergestellt hat.

## Sehenswürdigkeiten
- Kirchlein Santa Margherita schon erwähnt im 11. Jahrhundert[1]
- Überreste der Standseilbahn Santa Margherita-Lanzo[2]
- Ruinen einer Kaserne der Guardia di Finanza, darunter ein Gebäude mit einer Fassade mit zwei Fresken und einem Türmchen an der Seite des Gebäudes